# Jitse Groen

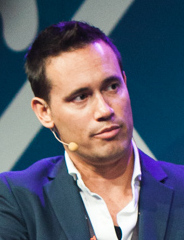
Jitse Groen (2015)

Jitse Groen (* 2. Juni 1978 in Delft) ist ein niederländischer Unternehmer und der Gründer von Takeaway. Er ist der derzeitige Vorstandsvorsitzende von Takeaway.com und seit 2020 auch Vorstandsvorsitzender von Just Eat nach der Fusion mit Takeaway.com.

## Leben
Groen gründete im Jahr 2000 Takeaway.com (ursprünglich bekannt als Thuisbezorgd.nl), im Alter von 21 Jahren. Damals war er Student der Wirtschaftsinformatik an der Universität Twente. Er kam auf die Idee, nachdem es ihm nicht möglich war, in Nordholland eine Lieferung zum Mitnehmen für eine Geburtstagsfeier mit seiner Familie zu bekommen.
Groen brachte Takeaway.com 2016 an der Börse Euronext Amsterdam an die Börse, um die Expansion des Unternehmens in Deutschland und anderen europäischen Ländern zu finanzieren. 2018 beschloss er, die Provision für die Nutzung der Plattform von 12 auf 13 % zu erhöhen. Im selben Jahr übernahm er den Hauptkonkurrenten von Takeaway.com in Deutschland, Delivery Hero. Nach der Fusion von Takeaway.com mit dem britischen Unternehmen Just Eat im Jahr 2020  wurde Groen Geschäftsführer der fusionierten Organisation. Er besitzt außerdem 11,3 Prozent des fusionierten Unternehmens; zuvor besaß er 35 Prozent von Takeaway.com.
2017 wurde Groen vom Magazin Quote als reichster Selfmade-Millionär der Niederlande unter 40 Jahren gelistet. 2018 wurde er zum Milliardär, da der Wert für seine Takeaway.com-Aktien über 1 Milliarde Euro stieg.

## Vermögen
Gemäß Forbes betrug Groens Vermögen im Jahr 2021 ca. 1,6 Milliarden US-Dollar.